# プロスウィタ協会
プロスウィタ協会（ウクライナ語: просвіта, 〈啓発〉, Prosvita）は、ウクライナの人々の間に文化発展と教育の存続をもたらす趣旨で19世紀に創設された団体。発足当時の本拠地はオーストリア＝ハンガリー帝国ガリツィア・ロドメリア王国に属した。
協会創設者の宣言によって、協会の活動は当時のウクライナ社会における反ウクライナ植民地主義と親露主義の傾向に対抗するため始まった。

## 沿革

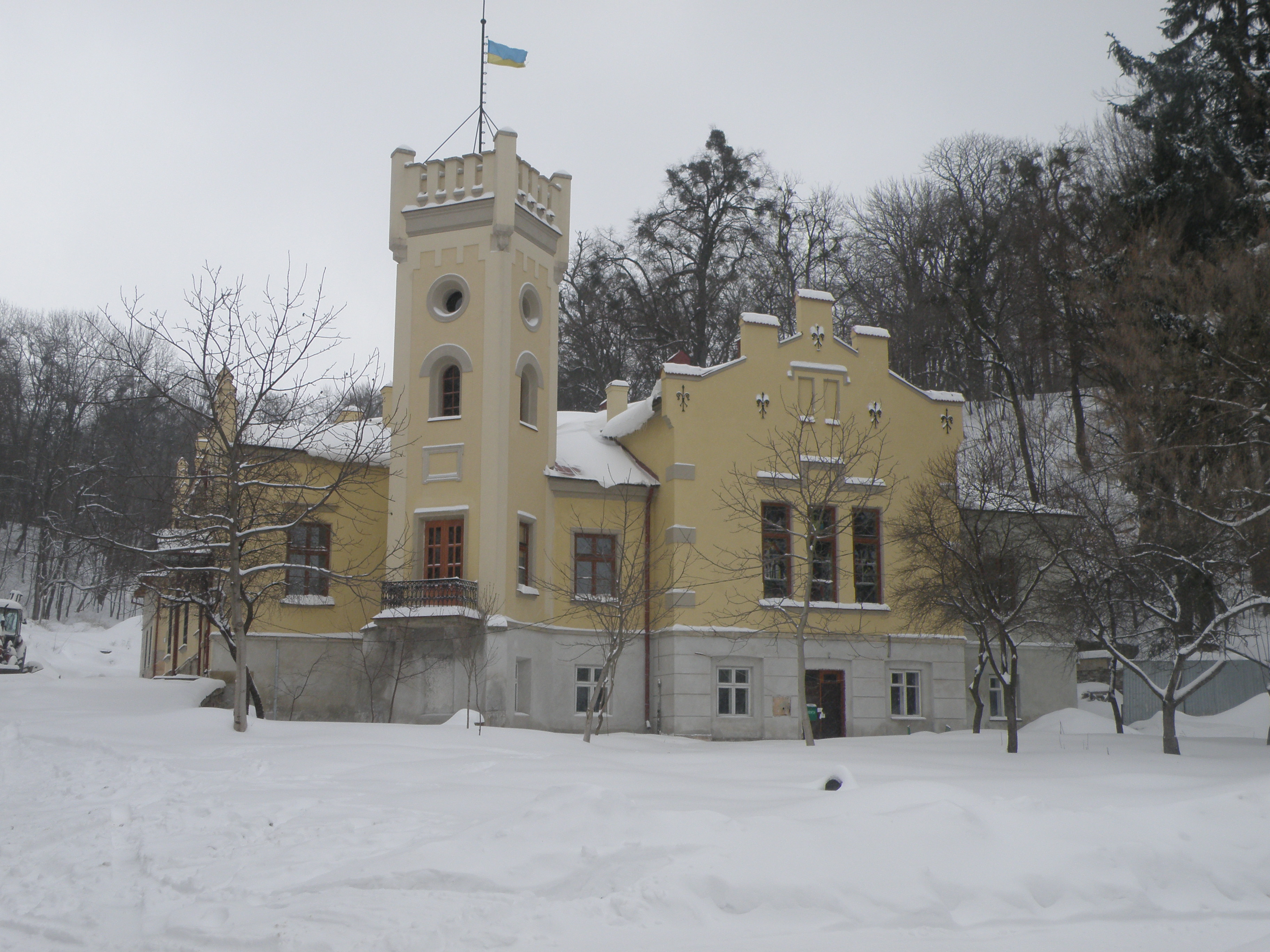
団体創設の建物

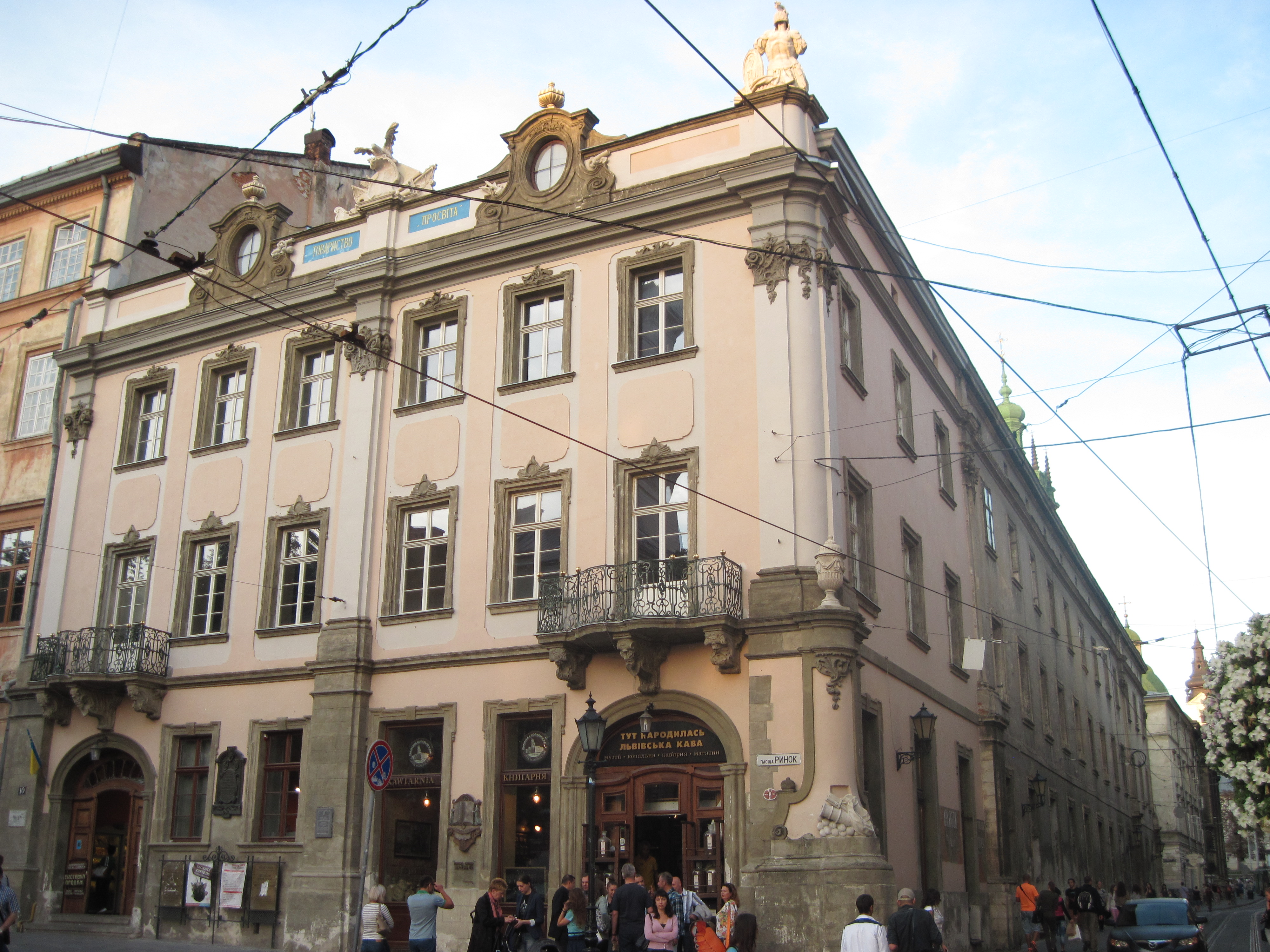
協会本部はリヴィウのルボミルスキー宮殿に置いた。

この団体は1868年にリヴィウで創設され、ほぼ市内のさまざまな地域や知識人グループを代表する65人が立ち会い、初代会長にアナトール・ヴァクニアニンを選出する。1913年の末には関連団体77件をかかえ読書室2,648室が連なっていた。
リヴィウのある西ウクライナがポーランド第二共和国に属していた1936年単年に、協会は常勤専従職員を置く拠点を500ヵ所超、開設した。戦間期末には支所83件、地域社会ごとの活動拠点となる読書室3,210室、施設1,207ヵ所、図書館3,209館（蔵書68万8186冊）、また演劇クラブ2,185件、合唱団1,115組、交響楽団138組と学習グループ550件を擁するまでに発展した。
ソビエト侵攻により活動を禁じられた西ウクライナの協会本体は、1939年に解散する。その後は1988年まで西ヨーロッパとアメリカでのみ活動が続く（アメリカの団体は1887年にペンシルベニア州シェナンドアで結成）。
ソビエトのグラスノスチ時代（1988年-1989年）、協会は言語専門の団体「シェフチェンコ・ウクライナ語協会」としてよみがえり、それ以降は独立ウクライナの社会生活に積極的に参画してきた。近年の指導者としてミートロ・パブリチコ（Dmytro Pavlychko＝詩人）と現職のパブロ・モウチェン（Pavlo Movchan＝同）がその名を連ねる。ウクライナにおける2014年の親ロシア紛争中、この団体の会員2名が誘拐され、そのうちの1人はドネツク州、ルハンシク州の親ロシア分離主義者に殺害された。
現在、ウクライナのほとんどすべての高等教育機関では教師と学生がこの協会の会員となり、機関ぐるみで協会と連携している。また青年部の活動も盛んである。

## 活動の目的
協会が公式にかかげる目標は次のとおりである。

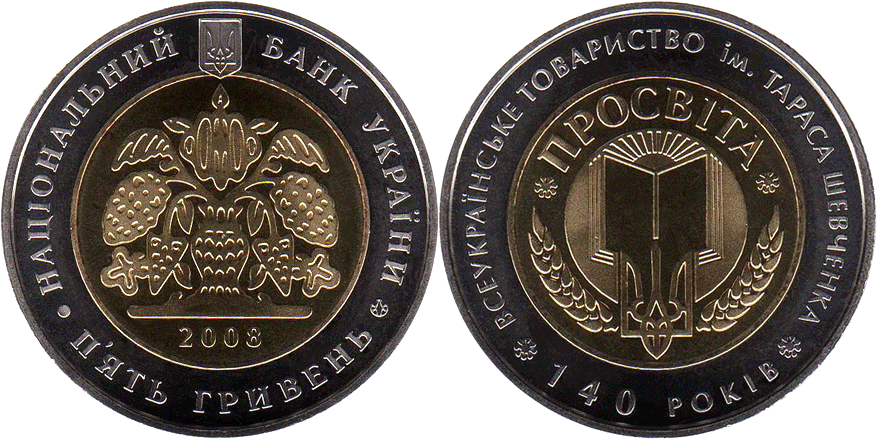
記念コイン：タラス・シェフチェンコ・ウクライナ語協会／プロスウィタ協会設立140年周年

- ウクライナ語をウクライナ唯一の公用語として支持する
- 社会における人間性、相互理解、宗教上ならびに市民の同意の原則を維持する
- ウクライナ国とその経済発展の構築と強化に貢献する
- 経済と法律その他の知識の普及
- ウクライナ語とウクライナ文化に関わる国外の権威育成に貢献する
- 自然環境と生物多様性の保全と活性化

## 歴代の指導者

### ガリツィア・ロドメリア王国時代
- 1868年-不明　アナトール・ワクニアニン（英語版）
- 1906年　イェフェン・オレズニツキー Yevhen Olesnytsky
- 1906年-1910年　ペトロ・オホノフスキー Petro Ohonovsky
- 1910年-1922年　イワン・キウェリュク Ivan Kyvelyuk

### ポーランド領時代
- 1922年-1923年　イワン・ブリク Ivan Bryk
- 1923年-1931年　ミハイロ・ハルシュチェンスキー Mykhailo Halushchynsky
- 1931年-1939年　I・ブリク（再選）

### チェルニゴフ県
- 1906年-1911年　ミハイロ・コツビンスキー Mykhailo Kotsyubynsky

### ハリコフ県
- 1912年-不明（協会名はクウィツカ・オスノウィアネンコ Kvitka-Osnovianenko）

### エカテリノスラフ県
- 1905年-不明 （ウクライナ文学芸術協会として）

### ポジーリャ県
- 不明

### ドン軍管州
- 1907年-1913年　ザハール・バラバシュ Zakhar Barabash

### ウクライナ
- 1989年-1990年 ミートロ・パブリチェンコ （シェウチェンコ・ウクライナ語協会代表として）
- 1990年–現職　パヴロ・モウチャン（旧シェウチェンコ協会代表、プロスウィタ協会会長は1991年–）